# Phyllocycla speculatrix
Phyllocycla speculatrix är en trollsländeart som beskrevs av Belle 1975. Phyllocycla speculatrix ingår i släktet Phyllocycla och familjen flodtrollsländor. Inga underarter finns listade i Catalogue of Life.